# Headhunters (film)
Pour les articles homonymes, voir Headhunters.
Pour plus de détails, voir Fiche technique et Distribution.
Headhunters (Hodejegerne) est un thriller norvégo-allemand réalisé par Morten Tyldum et sorti en 2011.
Il s'agit de l'adaptation du roman Chasseurs de têtes de Jo Nesbø, édité en 2008.

## Synopsis
Roger Brown mène une double vie. Plus talentueux chasseur de têtes de Norvège, il est aussi voleur de tableaux. Lorsque sa femme lui présente le cadre supérieur et ancien mercenaire Clas Greve, Roger voit l'opportunité de lui dérober une toile de valeur. Mais ce dernier va s'avérer être un adversaire plus que dangereux.

## Fiche technique
- Titre original : Hodejegerne
- Titre français : Headhunters
- Réalisation : Morten Tyldum
- Scénario : Lars Gudmestad, Ulf Ryberg d'après Chasseurs de têtes de Jo Nesbø
- Direction artistique : Nina Bjerch Andresen
- Décors :
- Costumes :
- Photographie : John Andreas Andersen
- Son :
- Montage : Vidar Flataukan
- Musique :
- Production : Marianne Gray et Asle Vatn
- Société(s) de production : ARD Degeto Film et Friland
- Société(s) de distribution : Nordisk Film (Norvège)
- Budget : 30 300 000 NOK (soit 3.014.400,36 €)
- Pays d'origine : Norvège et Allemagne
- Langues : norvégien et danois
- Format : couleur - 35mm - 2.35:1 -  son Dolby numérique
- Genre : Thriller
- Durée : 100 minutes
- Dates de sortie :
  -  Norvège : 26 août 2011
  -  Allemagne : 26 avril 2012
- Interdit aux moins de 12 ans

## Distribution
- Aksel Hennie (VF : Thomas Roditi) : Roger Brown
- Nikolaj Coster-Waldau (VF : Alexis Victor) : Clas Greve
- Julie Ølgaard (VF : Dorothée Pousséo) : Lotte
- Synnøve Macody Lund (VF : Charlotte Marin) : Diana Brown
- Reidar Sörensen (VF : Patrick Béthune) : Brede Sperre
- Eivind Sander (VF : Emmanuel Gradi) : Ove Kjikerud
- Kyrre Haugen Sydness (VF : Frédéric Popovic) : Jeremias Lander
- Joachim Rafaelsen
- Baard Owe

## Production

### Tournage
Le film a été tourné en Norvège, à Oslo, dans sa banlieue (Skøyen et Uranienborg), ainsi qu'à Nittedal.

## Distinctions

### Récompenses
- Utah Film Critics Association Awards 2012 : meilleur film en langue étrangère
- Festival international du film policier de Beaune 2012 : prix du jury
- Prix Amanda 2012 : prix du public
- Empire Awards 2013 : meilleur thriller

### Nominations
- BAFTA Awards / Orange British Academy Film Awards 2013 (édition n°66) : meilleur film non anglophone
- Reims Polar (Festival international du Film Policier) 2012 (édition n°4) : Grand Prix
- Reims Polar (Festival international du Film Policier) 2012 (édition n°4) : Prix Spécial Police
- Reims Polar (Festival international du Film Policier) 2012 (édition n°4) : Prix de la critique
- Festival du film de Londres 2011 (édition n°55) : Films on the Square
- Festival international du film de Toronto 2011 (édition n°36) : Prix de la Critique Internationale - "Présentations spéciales"
- Festival du Film de Locarno 2011 (édition n°64) : Avant-premières - Piazza Grande